# Lanzatus huluul
Espèce
Lanzatus huluul est une espèce de scorpions de la famille des Buthidae.

## Distribution
Cette espèce est endémique du Somaliland en Somalie. Elle se rencontre vers Huluul.

## Description
Le mâle holotype mesure 20,74 mm et la femelle paratype 21,13 mm.

## Étymologie
Son nom d'espèce lui a été donné en référence au lieu de sa découverte, Huluul.

## Publication originale
- Kovařík & Lowe, 2021 : « Scorpions of the Horn of Africa (Arachnida: Scorpiones). Part XXVII. Lanzatus huluul sp. n. from Somaliland (Buthidae). » Euscorpius, no 344, p. 1-12 (texte intégral).